# ФК Бајер Леверкузен
Бајер Лeверкузен је немачки фудбалски клуб из града Леверкузена. Бајер игра своје утакмице на Бај арени капацитета 30.210 гледалаца и тренутно се такмичи у Бундеслиги. Клуб је основан 1904. године од стране радника из фармацеутске компаније Бајер чије је седиште у Леверкузену. Бајер је освојио Куп Немачке 1993. и 2024. као и Куп УЕФА сезоне 1987/88. Чак 5 пута је био другопласирани у Бундеслиги, и једанпут је био финалиста Лиге шампиона у сезони 2001/02. Због освајања другог места чак 4 пута у првенству у периоду између 1997. и 2002. и због изгубљених финала Лиге шампиона, односно Купа Немачке у сезони 2001/02, клуб добија надимак „Неверкузен“ (енгл. Neverkusen).

## Успеси

### Национални
Бундеслига Немачке:
- Првак (1): 2023/24.
- Вицепрвак (5): 1996/97, 1998/99, 1999/00, 2001/02, 2010/11.

Куп Немачке:
- Освајач (2): 1992/93, 2023/24.
- Финалиста (3): 2001/02, 2008/09, 2019/20.

Друга Бундеслига Немачке:
- Првак (1): 1978/79.

Суперкуп Немачке:
- Освајач (1): 2024.
- Финалиста (1): 1993.

### Међународни
Куп УЕФА / УЕФА Лига Европе:
- Освајач (1): 1987/88.
- Финалиста (1): 2023/24.

УЕФА Лига шампиона:
- Финалиста (1): 2001/02.